# Ian Barrows
Ian Barrows (Saint Thomas, Islas Vírgenes de los Estados Unidos, 14 de enero de 1995) es un deportista estadounidense que compite en vela, en la clase 49er.
Compitió con los Yale Bulldogs en su etapa universitaria y fue nombrado Regatista Universitario del Año de la ICSA en 2017.
Participó en los Juegos Olímpicos de París 2024, obteniendo una medalla de bronce en la clase 49er (junto con Hans Henken). En los Juegos Panamericanos de 2023 obtuvo una medalla de oro en la misma clase.

## Palmarés internacional
| Juegos Olímpicos     | Juegos Olímpicos | Juegos Olímpicos  | Juegos Olímpicos |
| Año                  | Lugar            | Medalla           | Clase            |
| -------------------- | ---------------- | ----------------- | ---------------- |
| 2024                 | París (Francia)  | Medalla de bronce | 49er             |
| Juegos Panamericanos |                  |                   |                  |
| Año                  | Lugar            | Medalla           | Clase            |
| 2023                 | Santiago (Chile) | Medalla de oro    | 49er             |